# Mario Litwin
Mario Litwin, né le 15 février 1945 à Buenos Aires et mort le 17 mars 2021 à Paris est un pianiste, compositeur, chef d'orchestre et musicologue franco-argentin. Reconnu compositeur français depuis 1979, par le CNC (Centre National du Cinéma et de l'image animée). Il était ancien membre du conseil de direction de L'Union des compositeurs de musiques de film et ancien délégué à la diversité culturelle auprès la Coalition française pour la diversité culturelle. Il était membre de l'Association Française de Professeurs de Chant agréé à l'European Voice Teachers Association. Ancien conseiller auprès le ministre de la culture Renaud Donnedieu de Vabres entre 2005 et 2007, attaché à la diversité culturelle et la diffusion du patrimoine musical français à l'étranger.
Il est également chercheur et auteur d'ouvrages et articles de diffusion dans le domaine de la pédagogie de la composition musicale et du chant. 
Il était aussi chercheur dans le domaine du marketing musical. Sa double casquette de compositeur de musique de film et de pédagogue musical et vocal, attire des productions cinématographiques pour coacher des comédiens qui doivent chanter dans des films.
Ses travaux sont mentionnés dans plus d'une vingtaine de livres et de nombreux articles dans le monde  
Penseur discret mais influent, il refuse les hommages et la célébrité, mais son influence sur beaucoup de compositeurs de musique de film des années 2000 est reconnue par la presse spécialisée ,,

## Biographie
Mario Litwin commence sa carrière musicale à quinze ans, lorsque, échappant à la surveillance de ses parents, il accompagne des danseurs de tango et de salsa dans les boîtes mal famées des bas fonds de Buenos Aires. 
Par la suite, sa carrière est la résultante d'un parcours éclectique. Nourri de musique classique européenne, de jazz, de musique amérindienne et du tango traditionnel argentin, il fait partie de la génération qui a donné naissance à des artistes de renommée internationale tels que Lalo Schifrin, Gato Barbieri, Gustavo Santaolalla, Ariel Goldenberg, Juan José Mosalini, Alfredo Arias et bien d'autres.
En 1961, il compose sa première musique de film pour la série télévisée brésilienne Morte no Mar et à dix-huit ans, en 1963, il devient orchestrateur arrangeur pour la télévision argentine pendant de nombreuses années jusqu'en 1972.
En 1973, il constitue un trio qui jouera à Buenos Aires pour accompagner les représentations du spectacle argentin musical sans paroles Le grand rêveur de Lia Jelin, Leonor Galindo, Hector Malamud et Marta Gavensky. La représentation originelle de Le grand rêveur devait être accompagnée à ses débuts d'un orchestre de douze musiciens, mais elle fut réduite ultérieurement en trio pour des raisons budgétaires et afin d'expérimenter la possibilité des tournées dans des conditions scéniques réduites.  
Ardent francophile comme la plupart des artistes et intellectuels argentins, il réalise son rêve du voyage aux sources de la culture francophone en 1974, arrivant en France avec les comédiens Leonor Galindo (aujourd'hui Léonor Galindo-Frot), Héctor Malamud et le régisseur Alberto Rusjan. À cette époque, Mario Litwin gagnera sa vie en effectuant des tournées avec ses compagnons en tant que musicien avec le groupe théâtral Le Grand Rêveur, qui commenceront à Paris au Théâtre de la Porte Saint-Martin, au Théâtre de la Gaîté Montparnasse, et au Théâtre de Ranelagh et qui les emmèneront partout en Europe, en Afrique du nord et jusque les portes de l'Asie, pour finir en France au Festival d'Avignon en 1977.
En 1982, il crée sur Apple II, la première méthode d'enseignement du solfège assistée par ordinateur . Cet outil ne remplace pas la présence d'un professeur, mais il constitue une aide pédagogique permettant au professeur de créer instantanément des exercices adaptés à la progression de l'élève.
En 1986, il compose la musique du film L'Arbre mort de Joseph Morder,.
Durant la première partie de sa carrière musicale, il commence en parallèle une série de voyages qui le conduisent à des études et des rencontres avec Miklos Rosza, Jerry Goldsmith, Bernard Herrmann, Charles Chaplin ainsi que d'autres qui lui ont inspiré la réflexion qui l'a conduit en 1992 à l'écriture de Le film et sa musique.  
Après une carrière en tant que soliste, il se lasse des paillettes et des feux des projecteurs, préférant désormais la recherche et le travail en studio. Sa pensée et ses écrits sur la musique de film exercent depuis la parution de Le Film et sa musique en 1992, une grande influence sur un grand nombre de compositeurs français et étrangers,,. Avec cet ouvrage, il crée le concept de Laboratoire de musique de film (pag 164) repris par plusieurs écoles de musique européennes.
Michel Sineux, journaliste, rédacteur en chef, directeur de la Médiathèque Musicale de Paris et conservateur général des Bibliothèques de la Ville de Paris écrira dans la revue Écouter voir d'août 1993 : « …jamais avant Le film et sa musique les éléments constitutifs de la fonction dramaturgique n'avaient été exposés avec une telle limpidité ». Depuis sa parution, journalistes, compositeurs, et musicologues ont salué Le Film et sa musique à la fois comme la référence première en la matière et comme un texte essentiel pour la recherche dramaturgique musicale,,,. 
Selon lui, la dramaturgie musicale est définie comme l'art dramatique de l'acteur appliqué à la musique. Cette conception de la musique, donnant une place privilégiée à la musicalité, à l'émotion et au jeu théâtral, est à l'origine d'une pensée pédagogique globale, le Concept Litwin, qui comprend à la fois la musique de film, la pédagogie de la composition, de la créativité musicale, de l'interprétation et du chant. 
Après des séjours à Paris, Tokyo, ou New York, il aimait se réfugier dans la solitude de sa maison sur les flancs d'une vallée des Pyrénées afin de se ressourcer. Il déserte plus tard cette demeure pour s'installer principalement à Paris.
Entre 1993 et 2006, il collabore très activement aux albums du chanteur Thierry Magne, assurant les orchestrations puis se transformant tout à tour, aussi, en ingénieur du son pour notamment les albums La scène (1997) et L'hiver (2002).
En 2004, il est invité à rejoindre l'Union de compositeurs de musiques de films, en France et sera pendant plusieurs années membre du conseil d'administration. Il y a créé notamment la Commission de recherche dramaturgique musicale devenant en même temps délégué de l'UCMF auprès de la Coalition française pour la diversité culturelle. Postes desquels il démissionne en 2009 en raison de divergences par rapport à l'orientation de l'institution.
Conseiller auprès du ministre de la culture Renaud Donnedieu de Vabres entre 2005 et 2007, il a exercé une intense activité concernant la protection et la diffusion du patrimoine musical français à l'étranger.
En 2012, il crée avec Richard Cross le tour de chant L'amour est un bouquet de violettes, qui revisite l'univers musical de Francis Lopez. Les deux artistes sont invités en mai 2012 au festival "Les lilas de Kharkov" (Ukraine), festival de cinéma européen, peu connu en Europe occidentale, mais qui attire des milliers de spectateurs des pays de l'est, faisant partie d'une délégation française composée, entre autres, par Alain Delon, Mylene Demongeot, Delphine Wespiser (Miss France 2012) et Sylvie Tellier (Miss France 2002).
Il est l'auteur de nombreux travaux écrits et des conférences sur le chant, l'interprétation, l'harmonie, la dramaturgie musicale, ou l'influence de la musique sur les messages publicitaires.
Dans le cadre de son travail sur la compréhension et l'interprétation de la musique, il est également fait appel à ses services pour des missions d'expertises nationales et internationales.
Depuis 2016 il ne travaille que pour son épouse, la chanteuse Haydée Montesco

## Compositions pour le cinéma et la télévision

### Bandes originales de longs-métrages
- 1987 : L'Arbre mort de Joseph Morder
- 1978 : ¿Por qué perdimos la guerra? de Francisco Galindo et Diego Santillán
- 1971 : Adultery for Fun & Profit de Richard Robinson
- 1970 : A Herança de Ozualdo Ribeiro Candeias d'après Hamlet de William Shakespeare.

### Bandes originales de séries télévisées
- 2001 : Tama and Friends
- 2001 : Pet Shop of Horrors[26] : série de dessins animés de Toshio Hirata.
- 1982 : Campeão
- 1972 : Los asesinos del silencio
- 1972 : Carmiña
- 1972 : Me llaman Gorrión
- 1972 : Now, Take My Wife
- 1971 : Estación retiro
- 1971 : Untold Damag
- 1971 : Así en la villa como en el cielo
- 1971 : Matt Lincoln
- 1971 : Where's Huddles?
- 1970 : The Best of Everything
- 1970 / 1976 : Somerset[27]
- 1970 : As Asas São para Voar
- 1969 : O Feijão e o Sonho
- 1969 : La cruz de Marisa Cruces
- 1969 : I Simplemente María
- 1969 : Acorrentados
- 1969 : Queen for a Day
- 1967 : Angústia de Amar
- 1967 : Os Fantoches
- 1961 : Morte no Mar

### Bandes originales de téléfilms
- 1995 : Lettre ouverte à Lili
- 1994 : La rêverie ou le mariage de Sylvia
- 1976 : Master of the World

### Bandes originales de courts-métrages
- 1994 : Lumières noires de Philippe Orreindy

### Bandes originales de documentaires
- 1970 : The ABC's of Marriage
- 1967 : Untamed World

## Composition et interprétation pour le théâtre, le Mime
- 1973-1977 : Le grand rêveur (spectacle argentin de mime créé à Buenos Aires en 1973) : de Lia Jelin, Leonor Galindo, Héctor Malamud et Marta Gavensky. Avec Leonor Galindo (actrice), Héctor Malamud (acteur) et le Trio Mario Litwin. Décor de Panda Antequeda et Quique Salonia. Régie générale pour la tournée internationale : Alberto Rusjan. Présenté au Festival d'Avignon en 1977[12].

## Compositions, orchestrations et arrangements pour la chanson

### PourLes Garçons de la rue
Avec Bernard Dimey, Charlie, Charlot et La chanson des chansons.
- 2 chansons : …[28]

### PourThierry Magne[23]
- 1994 : Où sont passés les Music-Halls ∫ Label CNAI. Orchestrations de l'album de Mario Litwin & Joël Bouquart.
- 1997 : La scène ∫ Label CNAI. Orchestrations de l'album de Mario Litwin & Patrick Pernet. Ingénieur du son : Mario Litwin.
- 2002 : L'hiver ∫ Label CNAI. Orchestrations de l'album de Mario Litwin & Patrick Pernet. Ingénieur du son : Mario Litwin.

La chanson Quai de Valmy est le générique de l'émission sur Georges Simenon à la RTBF (Radio Télévision Belge de la communauté Française).
- 2006 : 2007 en 2005 - Les Fauves ∫ Label CNAI. Orchestration des titres 1, 3, 6, 9 de Mario Litwin. Ingénieur du son : Mario Litwin pour ces mêmes titres.

### Pour Simone Tassimot
- 2003 : Chansons : composition de la musique du titre Lisbonne mélodie sur des paroles d'Alain Pozzuoli, parolier de l'album[29].

### PourHaydée Montesco
- 2016 Enregistrement de l'album Je me rêve pour Haydée Montesco, en tant que compositeur et arrangeur - Artistix way - 2016
- 2016 Enregistrement de l'album Latino romantique pour Haydée Montesco, en tant que compositeur et arrangeur - Artistix way - 2016

## Publications
- 1992 : Le Film et sa musique : création & montage - (Éditions Romillat / Collection Consonances)[30] : ouvrage cité en références bibliographiques musiques & cinéma par les CNDP et les CRDP[31] et référencé à l'INAthèque. Ouvrage broché de 192 pages -  (ISBN 2878940288) &  (ISBN 978-2878940282).
- 1993 : Valeur esthétique et fonction dramatique de la musique de film  - Article paru dans Positif : no 389 & 390, juillet - août 1993.
- 1993 : La Musique à la rescousse du suspense - Article paru dans CinémAction no 71.
- 2006 : La musique de film sud-américaine - Article paru dans La musique au cœur de l'image - Publication de l'Union des compositeurs de musiques de films pour le 59e Festival de Cannes.
- 2007 : Fondements pour une nouvelle pédagogie de l'harmonie - Article paru dans Panorama de la musique.

## Liste d'ouvrages français et étrangers faisant référence à l’œuvre de Mario Litwin
- Susan Hayward et Phil Powrie, The films of Luc Besson: master of spectacle, Manchester University Press, 2006
- Jonathan D. Bucari, Importance de la Musique dans la Structure Narrative d'un Film : Steven Spielberg, composé par John Williams
- Graeme Harper, Ruth Doughty et Jochen Eisentraut, Sound and Music in Film and Visual Media: A Critical Overview, Bloomsbury Publishing- 2014
- Alexandre Tylsky, John Williams, un alchimiste musical à Hollywood, L'Harmattan, 2011
- Cyrille Bossy, Un univers de jeux, L'Harmattan, 1998
- Alexandre Tylski, Le Générique de cinéma : histoire et fonctions d'un fragment hybride, Presses Universitaires du Mirail, 2009
- Séverine Abherve, N. T. Binh et José Moure, Musiques de films : nouveaux enjeux : Rencontre sensible entre deux arts, 2014
- Willy Yvart, La musique au mètre - 2013, Presses Universitaires du Septentrion
- Jean-François Houben et Guy Hennebelle, Dictionnaire de l'édition de cinéma, Corlet, 2001
- Delphine Letort, Du Film Noir Au Néo-Noir : Mythes et Stéréotypes de L'Amérique (1941-2008)
- Gérard Dastugue, Le corps du cinéma, Université de Californie
- Frédéric Gimello-Mesplomb, Analyser la musique de film, Books On Demand
- Gilles Visy, Le Colonel Chabert au cinéma, Éditions Publibook, 2003
- Thierry Millet, Bruit et cinéma, Publications de l'Université de Provence, 2007
- Jean-Marc Doniak et Nicolas Schmidt, Les Fictions Françaises à la télévision, t. 2, Dixit
- Thomas G. Deveny, Cain on screen: contemporary Spanish cinema, Scarecrow Press, 1993
- The Spanish literary year, Editorial Castalia
- Michel Estève, Gérard Langlois et Barthélemy Amengual, Michel Deville
- Rafael Utrera Macías et Rafael Utrera, Poética cinematográfica de Rafael Alberti
- British Theatre Institute, Theatrefacts
- Rafael Aracil Martí, Antoni Segura, Andreu Mayayo et Macià Alavedra i Moner, Memòria de la transició a Espanya i a Catalunya, Universidad de Barcelona. Centro de Estudios Históricos Internacionales
- Àngel Comas, Diccionari de llargmetratges
- Fondo Nacional de las Artes, Anuario del teatro argentino (Argentina)
- El año literario español, 1974-1979, Editorial Castalia S.A.
- Augusto M. Torres, Diccionario del cine español
- Enric Ripoll-Freixes, 100 películas sobre la guerra civil española